# Listă de filme de groază din 2003
Aceasta este o listă de filme de groază din 2003.
| Titlu                            | Regizor                                        | Distribuție                                            | Țara                                                  | Note                   |
| -------------------------------- | ---------------------------------------------- | ------------------------------------------------------ | ----------------------------------------------------- | ---------------------- |
| Acacia                           | Park Ki-Yong                                   | Kim Jin-geun, Moon Woo-Bin, Mun Woo-bin                | Coreea de Sud                                         | [ 1 ]                  |
| Battlefield Baseball             | Yudai Yamaguchi                                | Tak Sakaguchi, Hideo Sakaki, Atsushi Ito               | Japonia                                               | Comedy horror          |
| Before I Die                     | Dave Castiglione, Dawn Murphy, Joel D. Wynkoop | Nancy Feliciano, Gusto Perez, Kevin Bangos             | Statele Unite ale Americii                            | [ 3 ]                  |
| Beyond Re-Animator               | Brian Yuzna                                    | Jeffrey Combs, Bruce Abbott, Jason Barry               | Spania · Statele Unite ale Americii                   | [ 4 ]                  |
| Blood Sisters                    | Joe Castro                                     | Phoebe Dollar, David Veach, Darlene Tygrett            | Statele Unite ale Americii                            | [ 5 ]                  |
| The Bonesetter                   | Brett Kelly                                    | Kyla Smith, Brett Kelly, Josh Grace                    | Canada                                                | [ 6 ]                  |
| The Bone Snatcher                | Jason Wulfsohn                                 | Rachel Shelley, Scott Bairstow, Patrick Lyster         | Statele Unite ale Americii · Africa de Sud            | [ 7 ]                  |
| China White Serpentine           | Eric Stanze, Robin Garrels                     | D.J. Vivona, Eli DeGeer, Emily Haack                   | Statele Unite ale Americii                            | [ 8 ]                  |
| Creepies                         | Jeff Leroy                                     | Ron Jeremy, Savvy Brown, Ford Austin                   | Statele Unite ale Americii                            | [ 9 ]                  |
| Darkness Falls                   | Jonathan Liebesman                             | Chaney Kley, Emma Caulfield, Lee Cormie                | Statele Unite ale Americii                            | [ 10 ]                 |
| Dead End                         | Jean-Baptiste Andrea, Fabrice Canepa           | Ray Wise, Alexandra Holden, Lin Shaye                  | Franța · Statele Unite ale Americii                   | [ 11 ]                 |
| Decoys                           | Matthew Hastings                               | Nicole Eggert, Richard Burgi, Kim Poirier              | Canada                                                | Horror comedy          |
| Dreamcatcher                     | Lawrence Kasdan                                | Morgan Freeman, Thomas Jane, Timothy Olyphant          | Statele Unite ale Americii                            | [ 13 ]                 |
| Final Destination 2              | David R. Ellis                                 | Ali Larter, A.J. Cook, Michael Landes                  | Statele Unite ale Americii                            | [ 14 ]                 |
| Flesh for the Beast              | Terry M. West                                  | Ruby Larocca, Sergio Jones, Jane Scarlett              | Statele Unite ale Americii                            | [ 15 ]                 |
| Freddy vs. Jason                 | Ronny Yu                                       | Monica Keena, Kelly Rowland, Robert Englund            | Statele Unite ale Americii                            | [ 16 ]                 |
| GoreGoyles: First Cut            |                                                | Sébastien Croteau                                      | Canada                                                | [ 17 ]                 |
| Gozu                             | Takashi Miike                                  | Hideki Sone, Show Aikawa, Kimika Yoshino               | Japonia                                               | [ 18 ]                 |
| Haute Tension                    | Alexandre Aja                                  | Cécile De France, Maïwenn Le Besco, Philippe Nahon     | Franța                                                | [ 19 ]                 |
| House of the Dead                | Uwe Boll                                       | Jonathan Cherry, Tyron Leitso, Clint Howard            | Statele Unite ale Americii · Germania · Canada        | [ 20 ]                 |
| Into the Mirror                  | Sung-ho Kim                                    | Ji-tae Yu, Myeong-min Kim, Hye-na Kim                  | Coreea de Sud                                         | [ 21 ]                 |
| Jeepers Creepers II              | Victor Salva                                   | Ray Wise, Jonathan Breck, Nicki Aycox                  | Statele Unite ale Americii                            | [ 22 ]                 |
| Ju-on: The Grudge                | Takashi Shimizu                                | Megumi Okina, Misaki Ito, Misa Uehara                  | Japonia                                               | [ 23 ]                 |
| Ju-on: The Grudge 2              | Takashi Shimizu                                | Noriko Sakai, Chiharu Nîyama, Kei Horie                | Japonia                                               | [ 24 ]                 |
| The Last Horror Movie            | Julian Richards                                | Kevin Howarth, Mark Stevenson, Antonia Beamish         | Regatul Unit al Marii Britanii și al Irlandei de Nord | [ 25 ]                 |
| Lethal Dose                      | Simon De Selva                                 | Katharine Towne, Melanie Brown, Tom Hardy              | Regatul Unit al Marii Britanii și al Irlandei de Nord | [ 26 ]                 |
| Leeches!                         | David DeCoteau                                 | Charity Rahmer, Stephen Sowan, Maya Parrish            | Statele Unite ale Americii                            | [ 27 ]                 |
| Leprechaun: Back 2 tha Hood      | Steven Ayromlooi                               | Warwick Davis, Tangi Miller, Laz Alonso                | Statele Unite ale Americii                            | [ 28 ]                 |
| Love Object                      | Robert Parigi                                  | Desmond Harrington, Melissa Sagemiller, Udo Kier       | Statele Unite ale Americii                            | [ 29 ]                 |
| Malefic                          | Steve Sessions                                 | Cynder Moon, Lilith Stabs, Jeff Dylan Graham           | Statele Unite ale Americii                            | [ 30 ]                 |
| Mimic 3: Sentinel                | J.T. Petty                                     | Lance Henriksen, Rebecca Mader, Amanda Plummer         | Statele Unite ale Americii                            | [ 31 ]                 |
| Monster Man                      | Michael Davis                                  | Eric Jungmann, Justin Urich, Aimee Brooks              | Statele Unite ale Americii                            | [ 32 ]                 |
| Moon Child                       | Takahisa Zeze                                  | Hideto Takarai, Lee-Hom Wang, Taro Yamamoto            | Japonia                                               | [ 33 ]                 |
| Octane                           | Marcus Adams                                   | Madeleine Stowe, Norman Reedus, Bijou Phillips         | Regatul Unit al Marii Britanii și al Irlandei de Nord | [ 34 ]                 |
| The Park                         | Andrew Lau                                     | Bobo Chan, Laila Boonyasak, Kara Hui                   | Hong Kong                                             | [ 35 ]                 |
| Puppet Master: The Legacy        | Charles Band                                   | Kate Orsini, Jacob Witkin, Jack Donner                 | Statele Unite ale Americii                            | [ 36 ]                 |
| Red Riding Hood                  |                                                | Roberto Purvis, Kathleen Archebald                     |                                                       | [ 37 ]                 |
| Red Rover                        | Marc S. Grenier                                | William Baldwin, Jodi Lyn O'Keefe, Francis X. McCarthy | Statele Unite ale Americii                            | [ 38 ]                 |
| Red Water                        | Charles Robert Carner                          | Lou Diamond Phillips, Rob Boltin, Kristy Swanson       | Statele Unite ale Americii                            | [ 39 ]                 |
| Scarecrow Slayer                 | David Michael Latt                             | Tony Todd, Nicole Kingston                             | Statele Unite ale Americii                            | [ 40 ]                 |
| The Seekers                      | John Bowker                                    | Shannon Barksdale, Rob Merickel, Felicia Pandolfi      | Statele Unite ale Americii                            | [ 41 ]                 |
| Serial Slayer                    | Mark Tapio Kines                               | Melanie Lynskey, Sheeri Rappaport, Mary Lynn Rajskub   | Statele Unite ale Americii                            | [ 42 ]                 |
| Shark Zone                       | Danny Lerner                                   | Dean Cochran, Brandi Sherwood, Franklin A. Vallette    | Bulgaria · Statele Unite ale Americii                 | [ 43 ]                 |
| Speed Demon                      | David DeCoteau                                 | Nick Doss, Candace Moon, Amber Loy                     | Statele Unite ale Americii                            | [ 44 ]                 |
| Strange Things Happen at Sundown | Marc Fratto                                    | Masha Sapron, Joseph DeVito, Gina Ramsden              | Statele Unite ale Americii                            | [ 45 ]                 |
| The Texas Chainsaw Massacre      | Marcus Nispel                                  | Jessica Biel, Jonathan Tucker, Erica Leerhsen          | Statele Unite ale Americii                            | [ 46 ]                 |
| Threshold                        | Chuck Bowman                                   | Nicholas Lea, Steve Bacic, Brandi Ward                 | Statele Unite ale Americii                            | Science fiction horror |
| The Twins Effect                 | Dante Lam                                      | Edison Chen, Simon Lui, Josie Ho                       | Hong Kong                                             | [ 48 ]                 |
| Undead                           | Michael Spierig, Peter Spierig                 | Felicity Mason, Mungo McKay, Rob Jenkins               | Australia                                             | [ 49 ]                 |
| Underworld                       | Len Wiseman                                    | Kate Beckinsale, Scott Speedman, Michael Sheen         | Statele Unite ale Americii                            | [ 50 ]                 |
| The Undertow                     | Jeremy Wallace                                 | Julie Farrar, Emily Haack, Doc Brown                   | Statele Unite ale Americii                            | [ 51 ]                 |
| The Uninvited                    | Lee Soo-youn                                   | Park Shin-yang, Yu Seon, Won-Sang Park                 | Coreea de Sud                                         | [ 52 ]                 |
| Vlad                             | Michael D. Sellers                             | Billy Zane, Paul Popowich, Kam Heskin                  | Statele Unite ale Americii                            | [ 53 ]                 |
| Willard                          | Glen Morgan                                    | Laura Elena Harring, Jackie Burroughs, Crispin Glover  | Statele Unite ale Americii                            | [ 54 ]                 |
| Wrong Turn                       | Rob Schmidt                                    | Desmond Harrington, Eliza Dushku, Emmanuelle Chriqui   | Statele Unite ale Americii                            | [ 55 ]                 |